# Maurice Riaud
Maurice Riaud est un jockey et driver de trot français né le 27 janvier 1915 à Pipriac (Ille-et-Vilaine) et mort le 6 mai 1990 à Paris.

## Carrière
Maurice Riaud nait le 27 janvier 1915 à Pipriac (Ille-et-Vilaine). Il est le neveu de Francis Riaud, également entraîneur de trotteurs et jockey attitré de l'écurie Olry-Roederer, au haras des Rouges-Terres. Il y est initié aux courses au trot par Stéphane Dejean, puis par son oncle. Il remporte sa première course au trot monté à Bihorel-lès-Rouen en 1933.
Francis Riaud, souhaitant se retirer des hippodromes et ne conserver que l'entrainement, propose à son neveu de lui succéder en tant que jockey de l'écurie Olry-Roederer, ses propres fils, Guy et Jean, étant alors trop jeunes. Il se voit alors attribuer de très bons chevaux qui lui permettent d'inscrire son nom au palmarès des plus grandes courses de trot monté, notamment Quinio, Atus II et surtout le champion des années 1940, Souarus. Les trois chevaux remporteront successivement au total cinq Prix de Cornulier (1945 à 1949).
En 1949, Maurice Riaud quitte l'écurie Olry-Roederer afin de laisser la place à ses deux cousins. Il entre alors au service des écuries Lefèvre et Beyersdorf et court dans les deux disciplines du trot : le monté et l'attelé. Il remporte ainsi en 1954 le Prix d'Amérique au sulky de Feu Follet X pour l'écurie Lefèvre.
Il prend sa retraite à la fin des années 1970, totalisant 1 089 victoires. Il meurt le  6 mai 1990 dans le 15e arrondissement de Paris et est inhumé à Gâprée (Orne). Son fils, Jacques-Maurice, né en 1947, est également un professionnel du trot.

## Principales victoires (classiques)
Monté
- Prix de Cornulier – 5 – Quinio (1945), Souarus (1946, 1947, 1948), Atus II (1949)
- Prix de Vincennes – 2 – Souarus (1943), Hésione D (1954)
- Prix des Élites – 2 – Souarus (1945), César VL (1950)
- Prix des Centaures – 2 – Aigle Royal (1949), Job (1958)
- Prix du Président de la République – 1 – Job (1957)
- Prix de Normandie – 1 – Job (1958)
- Saint-Léger des Trotteurs – 1 – Luchon (1958)

Attelé
- Prix de l'Étoile  – 1 – Feu Follet X (1953)
- Prix d'Amérique – 1 – Feu Follet X (1954)